# Nøvling (Aalborg Kommune)
|  | Denne artikel om handler Nøvling ved Aalborg. For Nøvling ved Herning, se Nøvling (Herning Kommune) |
Nøvling er en landsby i Himmerland med 373 indbyggere  (2024), beliggende i Nøvling Sogn 10 kilometer syd for Aalborg og 3 km syd for Visse. Byen ligger i Region Nordjylland og hører til Aalborg Kommune.
Vest for Nøvling ligger Poulstrup Sø og Dall Hede, der er et 170 hektar stort fredet naturområde med bakker, søer, moser, overdrev, skov og krat. Mod nordøst ligger Lundby Bakker og sydvest for byen ligger den gamle grusgrav, der i dag er omdannet til skov- og engarealer.
I byen findes Nøvling Kirke, Nøvling Skole og Nøvling Fodboldklub.
I Nøvling fandt man fragmenter af et dragtspænde med runeindskriften bevaret: BidawarijaR talgide. BidawarijaR (= Bidværger, ham der værger mod (sværdets) bid) er tolket som en mester-signatur: "Bidværger skar [dragtspændet] ud". Spændet opbevares på Nationalmuseet.